# Neferkare II
Neferkare II fou faraó de la dinastia VIII de l'antic Egipte, durant el Primer Període Intermedi (2181–2055 aC), segons la llista d'Abidos, única font que l'esmenta. Segons els egiptòlegs Kim Ryholt, Jürgen von Beckerath i Darell Baker, va ser el tercer rei de la Vuitena Dinastia.
El nom volia dir 'bonic és el ka [ànima] de Ra'.
Com a faraó de la vuitena dinastia, la capital de Neferkare II hauria estat Memfis.